# Manon Berns
Manon Berns (Nijmegen, 5 december 1969) is een Nederlands kinderboekenschrijver. Haar boeken worden uitgegeven door uitgeverij Kluitman.

## Biografie
Berns groeide op in Bergen. Ze behaalde haar Gymnasium diploma aan het Murmellius Gymnasium in Alkmaar en studeerde daarna Kunst en Kunstbeleid aan de Letterenfaculteit van de Rijksuniversiteit in Groningen.
Nadat zij in 1991 een reis naar Afrika had gemaakt, begon ze in 1994 met het organiseren van tentoonstellingen van hedendaagse Afrikaanse kunst. In 1996 vestigde zij zich in Maastricht en opende zij haar eigen galerie voor hedendaagse Afrikaanse kunst. In deze periode startte zij ook haar eigen tekstbureau.
Tussen 2000 en 2006 kreeg zij samen met haar man vier zonen. Op zoek naar spannende boeken over kunst voor haar zonen ontstond het idee van de Blockbustersserie. In 2015 verscheen het eerste deel in deze serie bij uitgeverij Kluitman: Het Picasso-mysterie. Daarna verschenen Het geheim van Monet (2016), De verborgen dromen van Dalí (2017), Het Kandinskybedrog (2018), De ondergrondse Rembrandt (2019) en Banksy ontmaskerd (2021).
Banksy ontmaskerd is een van de thematitels van de Kinderboekenweek 2025.